# 13 (Black Sabbath-album)
A 13 a Black Sabbath angol heavy metal zenekar tizenkilencedik stúdióalbuma. Az albumot Európában 2013. június 10-én, illetve Észak-Amerikában 2013. június 11-én; az USA-ban a Vertigo Records és Republic Records kiadókon, illetve a világ többi országában a Vertigo Recordson keresztül jelentették meg. Ez az első Black Sabbath-stúdióalbum a Forbidden (1995) óta, és az első stúdióalbum az eredeti énekessel, Ozzy Osbourne-nal és a basszusgitárossal, Geezer Butlerrel a Reunion (1998) koncertlemez óta, amelyen már szerepelt két új, stúdióban felvett szám is. Ezenkívül ez az első stúdióalbum Osbourne-nal a Never Say Die! (1978), illetve Butlerrel a Cross Purposes (1994) albumok óta.
A Black Sabbath eredeti felállásában 2001-ben kezdett új stúdióalbumot készíteni Rick Rubin producerrel. Az albumon folyó munkát el kellett halasztani, mert Osbourne éppen szólóalbuma befejezésén dolgozott, végül a zenekar többi tagja más projekteken kezdett dolgozni, köztük a GZR és a Heaven & Hell zenekarokkal. Amikor a Black Sabbath 2011. november 11-én hivatalosan is újra összeállt, a zenekar azt is bejelentette, hogy Rubinnal folytatják a munkát az új albumon. A felvételek 2012 augusztusa és 2013 januárja között zajlottak egy Los Angeles-i stúdióban. Az eredeti tagokon kívül (Osbourne, Butler és Tony Iommi, a gitáros) a felvételeken Brad Wilk, a Rage Against the Machine és az Audioslave dobosa csatlakozott hozzájuk, miután az eredeti dobos, Bill Ward úgy döntött, hogy "szerződéses viták" miatt nem kíván részt venni az újraegyesülésben. Az album 2013. június 3-án streaming audio formátumban elérhetővé vált az iTunes Store-on.
Az album kislemezes dala, a God Is Dead?, 14 év után újabb Grammy-díjat hozott a Black Sabbath számára 2014-ben a Best Metal Performance kategóriában.

## Háttér
Az 1997 és 1999 közötti újraegyesülési turnékat követően – ezek között volt az Ozzfest is –, a Black Sabbath eredeti felállása 2001 tavaszán kezdett el dolgozni egy új albumon Rick Rubin producerrel; azonban a felvételek abbamaradtak, amikor Ozzy Osbourne-t elhívták, hogy fejezze be Down to Earth című szólóalbumának számait, amely ugyanabban az évben októberben jelent meg. Tony Iommi így emlékszik "Egyszer csak vége lett. Nem folytattuk tovább, ami kár volt, mert [a dalok] nagyon jók voltak Iommi így kommentálta, hogy milyen nehéz összeszedni a bandatagokat, hogy közösen dolgozzanak egy anyagon:
|  | „Ma már nagyon nehéz együtt lemezt felvenni. Mindannyian nagyon sokat dolgozunk közben. A [régi időkben] nem csörgött a mobiltelefon minden ötödik másodpercben. Amikor elkezdtük, nem volt semmink. Mindannyian egy közös célért dolgoztunk. Most viszont már mindenkinek rengeteg más dolga is van. Most is jó buli, jókat dumálunk, de mégis más ma egy albumot összehozni.” |
|  | |

A 2001 közepén zajlott újabb egyesülési turnét követően, amelynek során ismét az Ozzfest fő zenekara voltak, a Black Sabbath megint abbahagyta a közös munkát. 2002 márciusában, Osbourne Emmy-díjas TV reality showja, a The Osbournes debütált az MTV-n, majd hamarosan világsiker lett. A shownak köszönhetően Osbourne még szélesebb közönséghez tudott eljutni és ennek kiaknázása érdekében a Sanctuary Records (amely a Black Sabbath régebbi albumainak jogaival rendelkezik) kiadott egy koncertalbumot Past Lives címmel az 1970-es évekből származó koncertfelvételekkel, köztük a korábbi nem hivatalos Live at Last albummal. A zenekar 2004 közepéig inaktív maradt, amikor is visszatértek a 2004-es és 2005-ös Ozzfestre. 2005 novemberében a Black Sabbath bekerült a UK Music Hall of Fame-be, és 2006 márciusában, tizenegy évvel a várólistára kerülés után a zenekart felvették az USA Rock and Roll Hall of Fame-jébe is. A díjátadón a Metallica a zenekar tiszteletére két Black Sabbath-számot is eljátszott, a "Hole in the Sky"-t és az "Iron Mant".
Miközben Osbourne Black Rain című új szólóalbumán dolgozott 2006-ban, a Rhino Records kiadta a Black Sabbath: The Dio Years c. válogatásalbumot, amelyet négy korábbi Black Sabbath-lemezből válogattak össze, amelyeken Ronnie James Dio énekelt. A kiadvány alkalmából Geezer Butler, Dio és Vinny Appice újra összeálltak, és írtak három új számot a Black Sabbath neve alatt. A The Dio Years 2007. április 3-án jelent meg, és az 54. helyet érte el a Billboard 200-on, míg a "The Devil Cried" c. kislemez a 37. volt a Mainstream Rock Tracks listán. Az eredményekkel elégedett Iommi és Dio elhatározták, hogy újra összehozzák a Heaven and Hell korszak felállását a Heaven and Hell 2007 turnéra. Miközben az Osbourne, Butler, Iommi és Bill Ward felállást hivatalosan továbbra is Black Sabbath-nak hívták, az új felállás úgy döntött, hogy inkább Heaven & Hell-nek hívják magukat, az azonos című akbum után, hogy elkerüljék a keveredést. Eredetileg Ward is részt vett volna, de még a turné beindulása előtt kiszállt "a zenekar néhány tagjával" kialakult zenei nézelteltérésekre hivatkozva. Helyére a korábbi dobos, Vinny Appice ült, ezzel lényegében azt a felállást helyreállítva, amely a Mob Rules és a Dehumanizer albumokat készítette. Egyetlen stúdióalbumuk, a The Devil You Know 2009-es kiadása után, Dio 2010. május 10-én gyomorrákban elhunyt, és a korábbi Black Sabbath-énekessel, Glenn Hughes-zal adott tribute koncertet követően a Heaven & Hell feloszlott.
2011. november 11-én a Black Sabbath a hollywoody Whisky a Go Go-ban zártkörű sajtótájékoztatót tartott. Az eseményt a Black Flag énekese Henry Rollins vezette, és azon a Black Sabbath mind a négy eredeti tagja ott volt. Az eseményen a Black Sabbath bejelentette, hogy a hónapok óta terjedő híresztelések után hivatalosan is újra összeállnak. Az újraegyesülés részeként megjelennek a 2012-es Download Festival-on, és egy új stúdióalbum is készül Rubinnal, amelynek megjelenését 2012 végére tervezik. Amikor Rollins megkérdezte a zenekart, miért most állnak újra össze, Iommi ezt válaszolta: "Vagy most vagy soha. Jól kijövünk egymással. Minden igazán rendben van." Butler hozzátette, hogy az új anyag úgy szól, mint "a régi Sabbath stílus és hangzás." 2011. november 18-án a Black Sabbath bejelentette, hogy európai turnéra indulnak 2012 május-júniusában.

## Felvétel
2012. január 9-én bejelentették, hogy Iommit kezdődő lymphomával diagnosztizálták, de ez nem akadályozza a zenekart a munkájában. A rákdiagnózisa miatt a 13 felvételeit, amelyekre eredetileg Los Angeles-ben került volna sor, áttették Iommi angliai házába. 2012. február 2-án Ward nyilvánosan közölte, hogy nem vesz részt a Black Sabbath újraegyesülésében, ha nem kap "aláírható szerződést." A következő napon a zenekar tagjai bejelentették, hogy "nincs más választásuk, mint hogy nélküle folytassák", de hozzátették, hogy "az ajtó mindig nyitva áll" Ward előtt, hogy visszatérjen a zenekarhoz. 2012 februárjában a zenekar bejelentette, hogy nem folytatja a világ körüli turnét, de játszanak a 2012 júniusi Download fesztiválon. A Black Sabbath helyett a turnén Osbourne lépne fel változó vendégmuzsikusokkal, "Ozzy és barátai" címen. Április 11-én a Lollapalooza alapítója, Perry Farrell bejelentette, hogy a Black Sabbath fellép a 2012-es Lollapaloozán. Farrell elmondta, hogy 2012-ben ez lesz a Black Sabbath egyetlen amerikai koncertje. 2012. május 15-én Ward weboldalán azt közölte, hogy "a tervezett Sabbath koncerteken való részvételemre tett utolsó kísérlet ellenére nem sikerült megállapodásra jutni" és hogy nem fog részt venni az újraegyesülési koncerteken, de "továbbra is nyitott és hajlandó tárgyalni egy 'aláírható' szerződésről a Sabbath képviselőivel." 2012. május 8-án Wardot kivágták a blacksabbath.com oldalon található fényképekről. 2012. május 19-én Butler kiadott egy nyilatkozatot, amelyben kifejezte sajnálkozását Ward döntése felett. Azt is nyilvánosságra hozta, hogy Tommy Clufetos dobos próbál együtt velük Angliában.
2012. június 2-án Osbourne elmondta az NME-nek, hogy a Black Sabbath "eddig kb. 15 számot írt meg". Hozzátette, hogy a 2013 nagyon sugallja, hogy mi lesz az album címe. A zenekar 2012. augusztus 23-án visszatért a stúdióba, hogy folytassa a munkát az albumon. Ugyanez év októberében egy interjúban megerősítették, hogy az egyik új szám címe "God Is Dead?" (Isten halott?). 2013. január 12-én a Black Sabbath bejelentette, hogy az album címe a 13 lesz, és azt várhatóan júniusban adják ki. Azt is bejelentették, hogy Brad Wilk, a Rage Against the Machine és az Audioslave dobosa beszállt a felvételbe és ő játssza fel az album dobtrackjeit.
2013 januárjában a kaliforniai Anaheim Convention Centerben a NAMM showban Butler bejelentette, hogy a 13 még nem a végleges címe az albumnak és az valószínűleg még változni fog; de végül ez nem így történt. A zenekar 2013 februárjában a YouTube-on megjelentetett egy rövid dokumentumfilmet a stúdiómunkákról. Az album drámai módon zárul, a Dear Father (Drága Apa) című szám végén a távolból harangszó hallatszik, miközben dörög az ég és zuhog az eső, amely hangzás nagyon hasonlít az első Black Sabbath-album kezdéséhez, szinte azonos azzal.

## Lemezborító
2013. április 4-én a Black Sabbath bemutatta a 13 lemezborítóját. A borítót a Zip Design készítette Londonban. A Zip Design Spencer Jenkins szobrászt bízta meg, hogy készítsen egy 2,5 méter magas "13"-ast formázó máglyát fűzfavesszőkből, amelyet aztán fel is gyújtottak egy vidéki helyen Buckinghamshire-ben. A lángok több kilométer távolságból láthatók voltak. A képet Jonathan Knowles fotós készítette. Jonathan Knowles csapata készített egy werkfilmet is a számok építéséről, amelyet a Zip Design megjelentett.

## Koncertkörút és promóció
Az album kiadása előtt a Black Sabbath 2013 áprilisában és májusában elindult 1974 óta első ausztráliai turnéjára. Fő fellépők voltak a 2013. május 12-i japán Ozzfesten. A koncertidőpontokat úgy állították össze, hogy Iommi hathetente vissza tudjon térni Angliába a vérrák kezelésére. A zenekar 2013 július végétől szeptember elejéig nyolc év óta első amerikai turnéjára indul. Ezután októberben Dél-Amerikába mennek és ezt követi Európa novemberben és decemberben.
Az első kislemez, a "God Is Dead?" 2013. április 18-án hangzott el a rádióban, majd letölthetővé tették és április 19-én megjelent a YouTube-on is. A Black Sabbath megjelent a CSI: A helyszínelők 13. évadának zárórészében, amelyben egy másik új dalukat, az "End of the Beginning"-et játszották el. Az album 2013. június 3-án streaming audio formátumban elérhetővé vált az iTunes Store-on .

## Kritikai fogadtatás
A 13 megjelenésének hetében a brit UK Albums Chart lista első helyére került. Korábban egy alkalommal, az 1970-ben megjelent Paranoiddal  sikerült az angol listákat vezetnie a zenekarnak. A két listaelső anyag között 43 év telt el, amellyel sikerült megdönteniük Bob Dylan rekordját, akinek a New Morning (1970) és a Together Through Life (2009) című No.1 albumai közt 39 év telt el. Az eredmény hírére Osbourne sokkolónak nevezte az album sikerét, továbbá megjegyezte, hogy korábban egyetlen lemezük sem mászott fel olyan gyorsan a listák tetejére mint a 13.
Az Amerikai Egyesült Államokban szintén első lett az album, miután az első héten 155.000 példánnyal került a Billboard 200 élére. Osbourne elmondása szerint hosszú karrierjének csodálatos pillanata, és a Black Sabbath történetének hihetetlen mérföldköve az USA lemezpiac vezetése. Korábban a Master of Reality lemezük kúszott fel a legmagasabbra, amikor 1971-ben a 8. helyet szerezte meg.
A lemez többnyire pozitív kritikákban részesült a sajtó részéről. A brit Metal Hammer közölt egy írást a 13-ról, megjegyezve, hogy mennyire megváltozott a heavy metal műfaja azóta, hogy a zenekar azt elsőként útjára indította, és arra a következtetésre jut, hogy a zenekar klasszikus felállása bizonyította meghatározó szerepét a kortárs zenében. A Metacritic 27 kritikusának a véleménye alapján 100 pontból 72-t ért el. Fred Thomas az AllMusic munkatársa 4 és fél csillagot adott rá az ötből, és egy váratlanul zseniális, apokaliptikus alkotásnak nevezte, amely nélkülözhetetlen minden metalrajongó számára.
Egyes szakírok kritizálták az anyag hangzását, mivel a digitális maszterizálás révén dinamikájának csökkentése, és hangerejének növelése a hangerőháború jelenségre utal. Jon Hadusek a Consequence of Sound webzine publikusa szerint a producer Rick Rubin megérdemli az őt ért becsmérléseket, főleg az audioszintek keverése miatt. Szerinte ez elterjedt hiba a modern zeneiparban. Ben Ratliff a The New York Times magazintól azt írta, hogy a hangzás olyan tömör és hangos, hogy egy idő után elfárad az ember füle. Továbbá Tony Iommi gitárja kevés helyet ad a többieknek, a dobok magasra vannak hangolva, és nem lélegzik úgy a produkció ahogy kéne.

### Díjak és elismerések
Az album kislemezes dala, a God Is Dead?, 14 év után újabb Grammy-díjat hozott a Black Sabbath számára 2014-ben a Best Hard Rock/Metal Performance kategóriában.

## Kiadási változatok
Az albumot többféle változatban adják ki:
- Standard CD: Sima CD-s kiadás a stúdióalbum számaival
- Deluxe 2 CD Set: további számokat tartalmazó bónusz-CD
- Vinyl: a stúdióalbum számait tartalmazó bakelitlemez
- Super Deluxe Box Set: a stúdióalbum számait tartalmazó CD és bakelitlemez, a bónusz-CD, plusz egy DVD, amin a "Black Sabbath – The Re-union" című dokumentumfilm és öt színfalak mögötti videó található, valamint egy downloadkártya egy exkluzív interjúhoz, exkluzív fényképekhez és kézzel írott dalszövegekhez

## Az album dalai
A zenéket Tony Iommi, Geezer Butler, Ozzy Osbourne, a szövegeket Geezer Butler írta.
| Standard kiadás | Standard kiadás      | Standard kiadás | Standard kiadás | Standard kiadás | Standard kiadás | Standard kiadás | Standard kiadás | Standard kiadás | Standard kiadás |
|                 | Cím                  | Hossz           |                 |                 |                 |                 |                 |                 |                 |
| --------------- | -------------------- | --------------- | --------------- | --------------- | --------------- | --------------- | --------------- | --------------- | --------------- |
| 1.              | End of the Beginning | 8:07            |                 |                 |                 |                 |                 |                 |                 |
| 2.              | God Is Dead?         | 8:54            |                 |                 |                 |                 |                 |                 |                 |
| 3.              | Loner                | 5:06            |                 |                 |                 |                 |                 |                 |                 |
| 4.              | Zeitgeist            | 4:28            |                 |                 |                 |                 |                 |                 |                 |
| 5.              | Age of Reason        | 7:02            |                 |                 |                 |                 |                 |                 |                 |
| 6.              | Live Forever         | 4:49            |                 |                 |                 |                 |                 |                 |                 |
| 7.              | Damaged Soul         | 7:46            |                 |                 |                 |                 |                 |                 |                 |
| 8.              | Dear Father          | 7:06            |                 |                 |                 |                 |                 |                 |                 |
| 53:18           |                      |                 |                 |                 |                 |                 |                 |                 |                 |

| Deluxe Edition bónusz kiadás | Deluxe Edition bónusz kiadás | Deluxe Edition bónusz kiadás | Deluxe Edition bónusz kiadás | Deluxe Edition bónusz kiadás | Deluxe Edition bónusz kiadás | Deluxe Edition bónusz kiadás | Deluxe Edition bónusz kiadás | Deluxe Edition bónusz kiadás | Deluxe Edition bónusz kiadás |
|                              | Cím                          | Hossz                        |                              |                              |                              |                              |                              |                              |                              |
| ---------------------------- | ---------------------------- | ---------------------------- | ---------------------------- | ---------------------------- | ---------------------------- | ---------------------------- | ---------------------------- | ---------------------------- | ---------------------------- |
| 9.                           | Methademic                   | 5:57                         |                              |                              |                              |                              |                              |                              |                              |
| 10.                          | Peace of Mind                | 3:40                         |                              |                              |                              |                              |                              |                              |                              |
| 11.                          | Pariah                       | 5:34                         |                              |                              |                              |                              |                              |                              |                              |
| 67:49                        |                              |                              |                              |                              |                              |                              |                              |                              |                              |

| Best Buy bónusz lemez | Best Buy bónusz lemez | Best Buy bónusz lemez | Best Buy bónusz lemez | Best Buy bónusz lemez | Best Buy bónusz lemez | Best Buy bónusz lemez | Best Buy bónusz lemez | Best Buy bónusz lemez | Best Buy bónusz lemez |
|                       | Cím                   | Hossz                 |                       |                       |                       |                       |                       |                       |                       |
| --------------------- | --------------------- | --------------------- | --------------------- | --------------------- | --------------------- | --------------------- | --------------------- | --------------------- | --------------------- |
| 1.                    | Methademic            | 5:57                  |                       |                       |                       |                       |                       |                       |                       |
| 2.                    | Peace of Mind         | 3:40                  |                       |                       |                       |                       |                       |                       |                       |
| 3.                    | Pariah                | 5:34                  |                       |                       |                       |                       |                       |                       |                       |
| 4.                    | Naïveté in Black      | 3:50                  |                       |                       |                       |                       |                       |                       |                       |
| 19:01                 |                       |                       |                       |                       |                       |                       |                       |                       |                       |

## Közreműködők
Együttes
- Ozzy Osbourne – ének, szájharmonika
- Tony Iommi – gitár, billentyűs hangszerek
- Geezer Butler – basszusgitár
- Brad Wilk – dob

Produkció
- Rick Rubin – producer
- Greg Fidelman – hangmérnök
- Mike Exeter – hangmérnök
- Dana Nielsen – hangmérnök
- Andrew Scheps – keverés
- Stephen Marcussen – maszterizálás
- Stewart Whitmore – maszterizálás

## Helyezések
| Lista (2013)                            | Helyezés |
| --------------------------------------- | -------- |
| Ausztrál albumlista (ARIA)              | 4        |
| Ausztriai albumlista (Ö3 Austria)       | 2        |
| Belga albumlista (Ultratop Flanders)    | 58       |
| Belga albumlista (Ultratop Wallonia)    | 43       |
| Kanadai albumlista (Billboard)          | 1        |
| Dán albumlista (Hitlisten)              | 1        |
| Holland albumlista (Megacharts)         | 10       |
| Finn albumlista (Musiikkituottajat)     | 3        |
| Francia albumlista (SNEP)               | 15       |
| Német albumlista (Media Control)        | 1        |
| Magyar albumlista (MAHASZ)              | 3        |
| Ír albumlista (IRMA)                    | 5        |
| Olasz albumlista (FIMI)                 | 6        |
| Új-Zéland albumlista (RIANZ)            | 1        |
| Norvég albumlista (VG-lista)            | 1        |
| Lengyel albumlista (ZPAV)               | 4        |
| Portugál albumlista (AFP)               | 9        |
| Spanyol albumlista (PROMUSICAE)         | 4        |
| Svéd albumlista (Sverigetopplistan)     | 1        |
| Svájci albumlista (Schweizer Hitparade) | 1        |
| Brit albumlista (OCC)                   | 1        |
| USA albumlista (Billboard 200)          | 1        |

## Fordítás
Ez a szócikk részben vagy egészben  a(z)   13 (Black Sabbath album) című angol Wikipédia-szócikk ezen változatának fordításán alapul.  Az eredeti cikk szerkesztőit annak laptörténete sorolja fel. Ez a jelzés csupán a megfogalmazás eredetét és a szerzői jogokat jelzi, nem szolgál a cikkben szereplő információk forrásmegjelöléseként.